# Giovanni Ghedini
Giovanni Ghedini (Mirano, 31 dicembre 1877 – Padova, 17 settembre 1959) è stato un medico italiano.

## Biografia
Studiò medicina nell'Università di Padova dove, nel 1902, si laureò a pieni voti.
Fu primario dell'ospedale di Mantova e membro della Società italiana di medicina interna, dell'Accademia medica di Genova e della Società medico-chirurgica di Padova.

## Attività scientifica
Si rese noto per i suoi studi sull'immunologia e sulla sierodiagnosi.